# Tabletka antykoncepcyjna

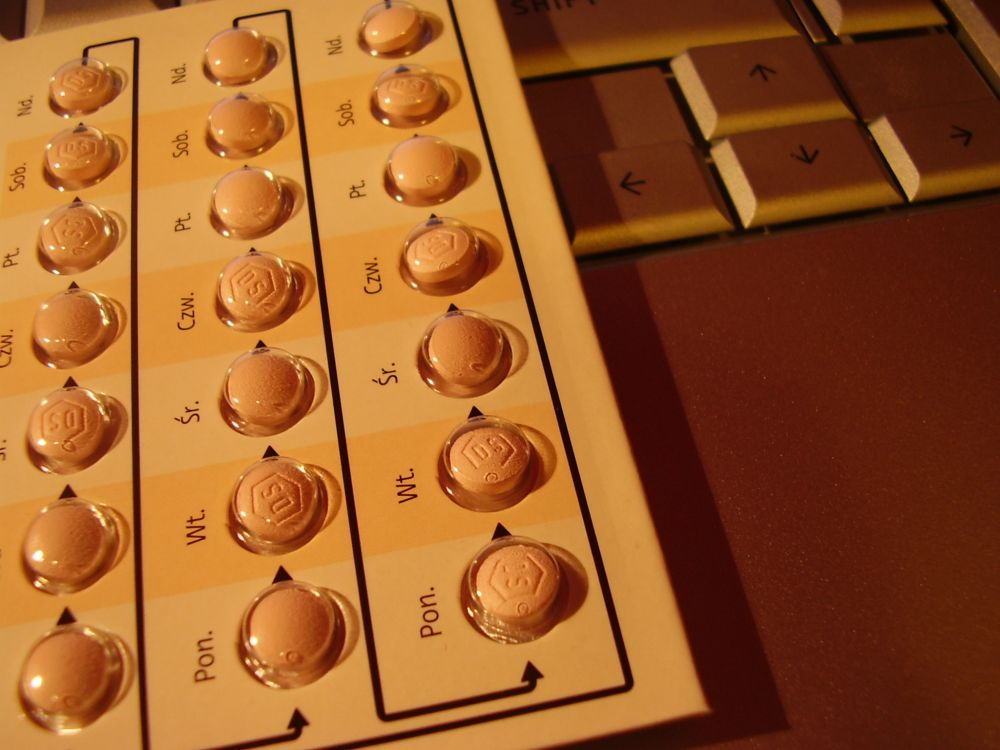
Pigułki antykoncepcyjne

Tabletka antykoncepcyjna, pigułka antykoncepcyjna – doustny środek antykoncepcyjny zawierający syntetyczne odpowiedniki hormonów. Jej działanie polega na blokowaniu owulacji oraz zmianie konsystencji śluzu szyjki macicy w taki sposób, że nie przepuszcza on plemników.
Stosuje się preparaty jednoskładnikowe lub dwuskładnikowe. Pigułki jednoskładnikowe (tzw. minipigułki) zawierają niskie dawki jednego hormonu – syntetycznego odpowiednika progesteronu (gestagenu). Pigułki dwuskładnikowe zawierają syntetyczne gestageny i etynyloestradiol. Tabletki jednofazowe dostarczają taką samą dawkę estrogenu i progestagenu w ciągu całego cyklu, natomiast w pigułkach dwu- i trójfazowych zawartość hormonów zmienia się w czasie trwania cyklu. Najczęściej stosowane w hormonalnych środkach antykoncepcyjnych gestageny to: lewonorgestrel, drospirenon, norelgestromin, gestoden, dezogestrel.

## Mechanizm działania

### Preparaty dwuskładnikowe
Zawarty w tych preparatach estrogenowo-gestagenowych etynyloestradiol hamuje wydzielanie FSH uniemożliwiając dojrzewanie pęcherzyków Graffa i tym samym komórek jajowych. Natomiast gestageny (również obecne w tabletkach) hamują owulację, czyli uwolnienie komórki jajowej. Zmieniają też śluz szyjki macicy, utrudniając transport plemników w drogach rodnych kobiety oraz wpływają na endometrium (staje się ono cieńsze), wywołując zmiany, które potencjalnie mogą utrudniać implantację zarodka. W ten sposób hormonalne środki antykoncepcyjne utrudniają zapłodnienie i powstanie zarodka. Zgodnie z przeglądem systematycznym Contraceptive Technology z 2011 roku nie ma znaczących dowodów na działanie tabletek dwuskładnikowych na zygotę po zapłodnieniu. W 2 pracach z końca XX wieku próbowano pokazać, że tabletki antykoncepcyjne teoretycznie mogą wpłynąć na implantację zarodka. W 2002 roku w badaniu 8500 kobiet pokazano, że zażywanie tabletek antykoncepcyjnych zwiększa szanse na ciążę (rozumianą jako zaczynającą się po zagnieżdżeniu się zarodka) po ich odstawieniu, w stosunku do osób, które nigdy ustnej antykoncepcji nie stosowały. Inny przegląd systematyczny z 2011 roku pokazał, że odsetki udanych ciąż (rozumianych jako zaczynających się od zagnieżdżenia zarodka) są takie same w przypadku kobiet w przeszłości używających ustną antykoncepcję co u kobiet tego nierobiących. Farmakolodzy wymieniają zapobieganie implantacji jako jeden z mechanizmów działania antykoncepcji hormonalnej. Informacje o tym mechanizmie podają również producenci tabletek antykoncepcyjnych.

### Preparaty jednoskładnikowe
Tabletka jednoskładnikowa zwana jest inaczej „minipigułką”. Różni się od tabletki antykoncepcyjnej dwuskładnikowej tym, że zawiera tylko jeden hormon, progestagen. Uważa się ją za łagodniejszy środek antykoncepcji hormonalnej, ponieważ wywołuje mniej efektów ubocznych. Jest bezpieczniejszym i praktyczniejszym środkiem dla określonej grupy kobiet, szczególnie wrażliwych na wysoko stężone leki hormonalne.
Obecność tylko jednego hormonu nie ujmuje minipigułce jej skuteczności, a jej działanie polega głównie na zmienianiu właściwości śluzu w szyjce macicy i utrudnianiu wnikania plemników do dróg rodnych kobiety. Hormony te hamują również owulację (zależnie od dawki) oraz prowadzą do zmian w endometrium (staje się ono cieńsze, co potencjalnie może utrudniać implantację).

## Bezpieczeństwo
Odsetek zgonów (które nastąpiły w ciągu 39 lat obserwacji) wśród kobiet, które zażywały tabletki antykoncepcyjne jest 12% niższy niż wśród kobiet, które nigdy tego nie robiły. Ryzyko śmierci młodej, niepalącej kobiety zażywającej ustną antykoncepcję jest 240 razy niższe niż ryzyko śmierci z powodu komplikacji zdrowotnych wynikłych z ciąży (które są główną przyczyną śmierci nastolatek w wieku 15–19 lat).
Przegląd systematyczny z 2010 roku wykazał, że tabletki antykoncepcyjne przeważnie nie zwiększają ryzyka zachorowania na raka. Istnieje dodatnia korelacja pomiędzy długotrwałym zażywaniem dwuskładnikowych tabletek a zwiększoną szansą zachorowania na raka wątroby i szyjki macicy oraz guzów w wątrobie. Pozytywne skutki uboczne zażywania doustnych środków antykoncepcyjnych związane z nowotworami to:
- zmniejszenie ryzyka zachorowania na raka jajnika (o 20% w ciągu każdego 5-letniego cyklu zażywania) i raka trzonu macicy (o 50%)[17];
- chemoprezerwacja dla kobiet z mutacją genów BRCA, które przyczyniają się do rozwoju raka piersi i jajników[17];
- zmniejszenie ryzyka wystąpienia raka jelita grubego[18].

W 2011 roku systematyczny przegląd 49 badań wykazał, że (wbrew popularnemu przekonaniu) stosowanie antykoncepcji hormonalnej nie zmienia znacząco masy ciała. W 2013 roku na podstawie 16 badań naukowcy stwierdzili, że istnieją ograniczone dowody na przyrost wagi na skutek długotrwałego zażywania tabletek jednoskładnikowych.
W 1995 roku w badaniu pół tysiąca kobiet stwierdzono, że wieloletnie (powyżej 9 lat) używanie środków antykoncepcyjnych ponad dwukrotnie redukuje ryzyko poronienia. 10 lat później stwierdzono istnienie odwrotnego efektu. Na podstawie danych z lat 1996–2002 o 93 tysiącach kobiet z Danii wykazano, że przyjmowanie tabletek antykoncepcyjnych przed i w trakcie ciąży nie zwiększa ryzyka śmierci płodu. Przegląd systematyczny z 2011 roku wykazał, że antykoncepcja hormonalna zażywana przed ciążą nie wiąże się z uszkodzeniami płodu czy poronieniami.
Innym skutkiem ubocznym zażywania ustnej antykoncepcji jest poprawa w przypadku zapalenia narządów miednicy mniejszej, bolesnego miesiączkowania, zespołu napięcia przedmiesiączkowego i trądziku.
Zażywanie hormonalnych środków antykoncepcyjnych powoduje dwu- do sześciokrotnego wzrostu ryzyka wystąpienia choroby zakrzepowej (ciąża zwiększa to ryzyko 60-krotnie), udaru i zawału serca, zwłaszcza u kobiet stosujących je po raz pierwszy, a także u osób jednocześnie palących, z nadciśnieniem tętniczym i z innymi czynnikami ryzyka dla układu krążenia i naczyń mózgowych. Korzyści (będące pozytywnym wpływem na zakrzepicę tętnic, zakrzepicę żylną i podwyższone ciśnienie) przewyższają jednak te skutki uboczne.
Stwierdzono, że pochodzące z leków hormony żeńskie uwalniane z moczem, które trafiają do ścieków, a następnie wód śródlądowych i morskich (tzw. ksenoestrogeny) wywołują zaburzenia płodności u ssaków wodnych oraz ludzi, jednak według przeglądu badań z 2011 roku głównym źródłem ksenoestrogenów w środowisku naturalnym nie są tabletki antykoncepcyjne.

## Sposób użycia
Dwuskładnikowe tabletki antykoncepcyjne, zwykle przyjmuje się codziennie, przez 21 dni, rozpoczynając od pierwszego dnia cyklu miesiączkowego (od pierwszego dnia miesiączki). Następnie robi się siedmiodniową przerwę, w trakcie której powinno wystąpić krwawienie. Kolejną serię tabletek rozpoczyna się ósmego dnia, od wzięcia ostatniej tabletki z poprzedniej serii. Maksymalny dopuszczalny czas opóźnienia w przyjęciu pigułki to 12 godzin.
Na rynku dostępne są preparaty jednofazowe – w których wszystkie tabletki zawierają te same ilości hormonów, oraz dwu- i trójfazowe, zawierające mniej gestagenu w tabletkach przyjmowanych w pierwszej fazie cyklu, a więcej w tabletkach przyjmowanych później. Tabletki wielofazowe lepiej naśladują naturalne wahania stężenia hormonów w trakcie cyklu miesiączkowego.
Jednoskładnikowe środki antykoncepcyjne stosuje się ciągle, nawet w trakcie trwania krwawienia miesięcznego.

## Skuteczność
Warunkiem skuteczności tabletek jest ich systematyczne zażywanie, w przybliżeniu o tej samej porze dnia (zgodnie z instrukcją) w celu utrzymania potrzebnego stężenia hormonów. Wymienione środki mogą być nieskuteczne w związku z niektórymi chorobami i zażywaniem niektórych leków.
Odsetek stwierdzonych ciąż po roku poprawnego stosowania tabletek dwuskładnikowych to 0,3%, a jednoskładnikowych – 0,51%. Jednocześnie odsetek ciąż po roku niekonsekwentnego zażywania lub zażywania niezgodnego z zaleceniami to 9% (skuteczność tabletek dwuskładnikowych i jednoskładnikowych w takich warunkach ich stosowania nie jest identyczna, ale brak bardziej precyzyjnych danych na ten temat).

## Historia
Badania nad skutecznymi metodami zapobiegania ciąży rozpoczęły się w latach 40. XX wieku. Wtedy to dokonano odkrycia, że zastrzyki progesteronu skutecznie hamują jajeczkowanie u zwierząt doświadczalnych. Jednak perspektywa robienia zastrzyków podskórnych w celu regulacji płodności nie była zachęcająca, a poza tym progesteron był wówczas drogim preparatem.
Badania nad doustnym środkiem antykoncepcyjnym rozpoczął w 1950 r., prawdopodobnie za namową Margaret Sanger, założycielki Planned Parenthood, Gregory Goodwin Pincus – specjalista w dziedzinie rozmnażania się ssaków. Pincus pozyskał sponsorów (m.in. Katharine McCormick), dobrał utalentowanych ludzi (pracowali wraz z nim doktor Min-Chuh Chang, lekarz ginekolog John Rock, doktor Edris Rice-Wray, doktor Celso-Ramon Garcia) i osiągnął sukces. Początkowo uczeni stwierdzili, że progesteron podawany doustnie hamuje jajeczkowanie, podobnie jak zastrzyki, jednak ujawnili również wady preparatu: skuteczność w 85% i wielkość dawki.
W tym samym czasie, w 1952 r. został zsyntetyzowany norethynodrel (noretyndron). Jego twórca Frank Colton nie zdawał sobie sprawy, jakie znaczenie będzie miał ten związek w regulacji urodzin; ani on, ani firma, w której pracował (G.D Searle and Company) nie mieli w planach syntezy środka antykoncepcyjnego. Pincus włączył norethynodrel do badań i uzyskał lepsze wyniki niż w badaniach z progesteronem. Kolejnym etapem było dodanie niewielkiej ilości mestranolu. Uzyskana pigułka pod nazwą Enovid była gotowa do eksperymentów klinicznych w 1955 roku. W 1960 uzyskała dopuszczenie Agencji Żywności i Leków i po raz pierwszy pojawiła się w aptekach amerykańskich. W Polsce pigułka została wprowadzona do sprzedaży w 1966.

## Kontrowersje
Istnieje środowisko ginekologów odmawiających przepisywania pigułek antykoncepcyjnych. W Polsce zgodnie z przepisem art. 39 Ustawy o zawodzie lekarza i lekarza dentysty z 5 grudnia 1996 lekarz może powstrzymać się od wykonania świadczeń zdrowotnych niezgodnych z jego sumieniem, z zastrzeżeniem art. 30, z tym że ma obowiązek wskazać realne możliwości uzyskania tego świadczenia u innego lekarza lub w innym zakładzie opieki zdrowotnej oraz uzasadnić i odnotować ten fakt w dokumentacji medycznej. Lekarz wykonujący swój zawód na podstawie stosunku pracy lub w ramach służby ma ponadto obowiązek uprzedniego powiadomienia na piśmie przełożonego.
Kościół katolicki jest przeciwnikiem wszystkich sztucznych metod antykoncepcyjnych, proponując zamiast tego swoim wiernym metody rozpoznawania płodności oparte na obserwacji fizjologicznych objawów towarzyszących cyklowi menstruacyjnemu.
Ponadto, fakt, że tabletka oprócz zapobiegania owulacji oraz zapłodnieniu, ma także działanie uniemożliwiające implantację już zapłodnionego zarodka sprawia, że część etyków postrzega tabletkę antykoncepcyjną, jako środek wywołujący aborcję. Przykładowo, Świadkowie Jehowy co do zasady mogą stosować antykoncepcję, lecz to nie może ona mieć właściwości wczesnoporonnych.